# Выскребенково
Выскребенково — деревня в Мценском районе Орловской области России. Входит в состав Карандаковского сельского поселения.

## География
Деревня находится в северной части Орловской области, в лесостепной зоне, в пределах центральной части Среднерусской возвышенности, к востоку от реки Оки, на расстоянии примерно 8 километров (по прямой) к северо-западу от города Мценска, административного центра района. Абсолютная высота — 228 метров над уровнем моря. К северу от деревни проходит автодорога 54К-1.
Климат характеризуется как умеренно континентальный с умеренно морозной зимой и теплым, иногда жарким летом. Средняя многолетняя температура самого холодного месяца — января, составляет −9,4°С, температура самого теплого +19°С.
Часовой пояс
Деревня Выскребенково, как и вся Орловская область, находится в часовой зоне МСК (московское время). Смещение применяемого времени относительно UTC составляет +3:00.

## Население
| 2010 |
| ---- |
| 22   |

Половой состав
По данным Всероссийской переписи населения 2010 года в гендерной структуре населения мужчины составляли 40,9 %, женщины — соответственно 59,1 %.
Национальный состав
Согласно результатам переписи 2002 года, в национальной структуре населения русские составляли 88 % из 24 чел.